# Weberbauerella brongniartioides
Weberbauerella brongniartioides là một loài thực vật có hoa trong họ Đậu. Loài này được Ulbr. miêu tả khoa học đầu tiên.